# Johann al II-lea, Duce de Saxa-Weimar
Johann al II-lea, Duce de Saxa-Weimar (Johann Maria Wilhelm) (22 mai 1570 – 18 iulie 1605), a fost Duce de Saxa-Weimar și Jena din 1602 până la moartea sa.

## Biografie
A fost al doilea fiu al lui Johann Wilhelm, Duce de Saxa-Weimar și al soției acestuia, Dorothea Susanne de Simmern.
Tatăl său a murit în 1573, când Johann avea doar trei ani. Cum la acel moment fratele său mai mare, Friedrich Wilhelm I era de asemenea minor (11 ani), ducatul de Saxa-Weimar a fost guvernat de o regență. În 1586 fratele său a preluat puterea în ducat. Acesta a murit în 1602 și ducatul a fost moștenit de Johann deoarece nepoții lui de frate erau minori.
Johann a fost mai interesat de științele naturale și artă decât de politică și a preluat regența ducatului împotriva voinței sale. Însă în 1603 când nepoții i-au cerut moștenirea, el a refuzat. În cele din urmă, Johann și nepoții săi au semnat un tratat prin care au împărțit ducatul: Altenburg a fost luat de fiii lui Friedrich Wilhelm I și Weimar-Jena a rămas la Johann.
Linia de Saxa-Altenburg s-a stins în 1672 și întreaga moștenire a trecut liniei de Saxa-Weimar, descendenților lui Johann.

## Familie
La Altenburg la 7 ianuarie 1593, Johann s-a căstorit cu Dorothea Maria de Anhalt (n. 2 iulie 1574 - d. 18 iulie 1617). Ei au avut 12 copii:
1. Johann Ernest I, Duce de Saxa-Weimar (n. Altenburg, 21 februarie 1594 – d. Sankt Martin, Ungaria, 6 decembrie 1626).
2. Christian Wilhelm (n./d. 6 aprilie 1595, Altenburg).
3. Frederick (n. Altenburg, 1 martie 1596 – ucis în bătălie, Fleurus, Belgia, 19 august 1622).
4. Johann (n. Weimar, 31 martie 1597 – d. Weimar, 6 octombrie 1604).
5. Wilhelm, Duce de Saxa-Weimar (n. Altenburg, 11 aprilie 1598 – d. Weimar, 17 mai 1662).
6. fiu (Altenburg, 11 aprilie 1598), geamăn cu Wilhelm.
7. Albert al IV-lea, Duce de Saxa-Eisenach (n. Altenburg, 27 iulie 1599 – d. Eisenach, 20 decembrie 1644).
8. John Frederick (n. Altenburg, 19 septembrie 1600 – d. Weimar, 17 octombrie 1628).
9. Ernest I, Duce de Saxa-Gotha (b. Altenburg, 25 decembrie 1601 – d. Gotha, 26 martie 1675).
10. Frederick Wilhelm (n. Weimar, 7 februarie 1603 – d. Georgenthal, 16 august 1619).
11. Bernhard (n. Weimar, 6 august 1604 – d. Neuenburg, 18 iulie 1639), Conte de Franken (1633).
12. Johanna (n. Weimar, 14 aprilie 1606 – d. Weimar, 3 iulie 1609).